# Clidonisma serapis
Clidonisma serapis är en insektsart som beskrevs av Ronald Gordon Fennah 1969. Clidonisma serapis ingår i släktet Clidonisma och familjen vedstritar. Inga underarter finns listade i Catalogue of Life.